# 約翰·薩克森

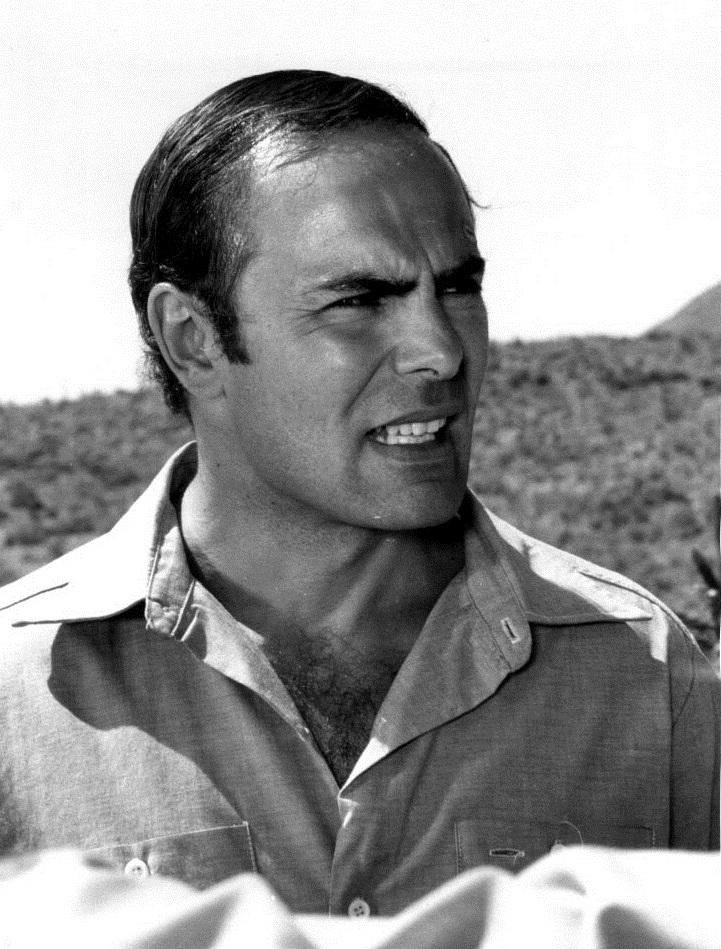
1975年的薩克森

約翰·薩克森（英語：John Saxon，港譯：尊·薩遜，1936年8月5日—2020年7月25日）是美國已故演員及導演，出生於紐約市布魯克林區，出生名卡邁恩·奧里克（英語：Carmine Orrico）。薩克森在職業生涯中參演了200多部電影和電視節目，經常在劇中塑造警察和偵探的角色。1954年出道時曾出演過由導演喬治·丘克所執導的兩部歌舞愛情故事喜劇電影《彩鳳登龍》和《星海浮沉錄》。1973年，他因在李小龍生前最後一部完整完成的武打電影《龍爭虎鬥》中飾演羅柏而為人所知。2020年薩克森因肺炎去世，享壽83歲。

## 早年生活
1936年8月5日，薩克森出生於美國的紐約布魯克林區，他的出生名是卡邁恩·奧里克（英語：Carmine Orrico），他的父親是一名碼頭工人，母親是移民美國的義大利卡拉布里亞大區人。高中時，薩克森進入新烏德勒高中就讀。

## 職業生涯

### 進入演藝圈
薩克森在父母的允許下與Willson簽約，起藝名為約翰·薩克森。1954年，18歲時在表演教練史岱拉的指導下，就此進入演藝圈展開了他的演藝生涯，客串出演了由導演喬治·丘克所執導的兩部歌舞愛情故事喜劇電影《彩鳳登龍》和《星海浮沉錄》。4月他以每週150美元的價格與環球影城簽約。
薩克森的第一個重要角色是在犯罪黑色電影《狂野奔跑》中所飾演的文森·波米洛伊。此後薩克森便出演了多部恐怖片和西部片、犯罪片以及奇幻片或科幻片等多種類型的影視作品。
1973年，薩克森與李小龍和吉姆·凱利共同主演了武打電影《龍爭虎鬥》，在劇中他所飾演的角色是羅柏，並與楊斯精彩對打而一幕成經典。

## 作品列表

### 電影
| 年份   | 標題                               | 角色                                       | 導演                                                             |
| ------ | ---------------------------------- | ------------------------------------------ | ---------------------------------------------------------------- |
| 1954年 | 《彩鳳登龍》                       | 在公園裡觀看爭論的男孩                     | 喬治·丘克                                                        |
| 1954年 | 《星海浮沉錄》                     | 電影首映式招待員                           | 喬治·丘克                                                        |
| 1955年 | 《狂野奔跑》                       | 文森·波米洛伊                              | 阿伯納·比伯曼                                                    |
| 1956年 | 《梨花劫》                         | 倫納德·班尼特                              | 哈里·凱勒                                                        |
| 1956年 | 《搖滾，漂亮寶貝》                 | 吉米·戴利                                  | 理查德·巴特利特                                                  |
| 1957年 | 《夏日之戀》                       | 吉米·戴利                                  | 查爾斯·F·哈斯                                                    |
| 1958年 | 《少女嬉春》                       | 比爾·崔米納                                | 布萊克·愛德華                                                    |
| 1958年 | 《春閨初戀》                       | 大衛·帕克森                                | 文森特·明尼利                                                    |
| 1958年 | 《不安的歲月》                     | 威爾·亨德森                                | 赫爾穆特·考特納                                                  |
| 1959年 | 《鐵漢尤物》                       | 米格爾·安東尼奧·恩里科·法蘭斯高·埃斯特拉達 | 保羅·史丹利                                                      |
| 1959年 | 《歷劫鴛盟》                       | 沃爾迪王子                                 | 弗蘭克·鮑沙其                                                    |
| 1960年 | 《恩怨情天》                       | 強尼·波圖加爾                              | 約翰·休斯頓                                                      |
| 1960年 | 《瓊樓春夢》                       | 布雷克·理查茲                              | 麥克·高登                                                        |
| 1960年 | 《掠奪者》                         | 朗登                                       | 約瑟夫·佩夫尼                                                    |
| 1961   | 《凱旋天堂村》                     | 西摩·柯恩                                  | 赫伯特·科爾曼                                                    |
| 1962年 | 《獵戰》                           | 二等兵雷蒙德·恩多爾                        | 丹尼斯·桑德斯                                                    |
| 1962年 | 《渡假留香》                       | 拜倫·格蘭特                                | 亨利·科斯特                                                      |
| 1962年 | 《阿戈斯蒂諾》                     | 倫佐                                       | 莫洛·鮑羅尼尼                                                    |
| 1963年 | 《魔眼》                           | 托馬塞洛·巴西博士                          | 馬里奧·巴瓦                                                      |
| 1963年 | 《紅衣主教》                       | 班尼·蘭佩爾                                | 奧托·普雷明格                                                    |
| 1964年 | 《洞穴電影》                       | 二等兵喬·克萊默                            | 艾德傑·亨莫                                                      |
| 1965年 | 《只有勇敢的人知道地獄》           | 克米特·道林上尉                            | 艾迪·羅米洛                                                      |
| 1965年 | 《來自外太空的夜間來電者》         | 傑克·科斯坦博士                            | 約翰·吉林                                                        |
| 1966年 | 《血腥皇后》                       | 艾倫·布倫納                                | 柯提斯·哈林頓                                                    |
| 1966年 | 《種馬》                           | 崔曼·麥納                                  | 薛尼·J·佛里                                                      |
| 1966年 | 《末日飛行》（電視電影）           | 喬治·杜塞特                                | 威廉·葛拉漢                                                      |
| 1967年 | 《溫徹斯特73》（電視電影）         | 達金·麥克亞當                              | 赫歇爾·多爾蒂                                                    |
| 1968年 | 《僅限單身人士》                   | 布雷特·亨德利                              | 亞瑟·德賴弗斯                                                    |
| 1968年 | 《江湖三妙賊》                     | 克萊·華生                                  | 恩佐·G·卡斯特拉里                                                |
| 1968年 | 《伊斯坦布林快車》（電視電影）     | Cheval                                     | 理查德·歐文                                                      |
| 1969年 | 《槍手之死》                       | 盧·塔勒尼德                                | 羅伯特·托頓、唐納·席格                                           |
| 1970年 | 《殺手連》（電視電影）             | 戴夫·普勒                                  | 傑瑞·索普                                                        |
| 1970年 | 《入侵者》（1967年拍攝的電視電影） | 比利·皮耶                                  | 威廉・葛拉漢                                                     |
| 1971年 | 《金街先生的戰爭》                 | 吉姆·金街                                  | 珀西瓦爾·魯本斯                                                  |
| 1972年 | 《猛龍煞星》                       | 路爾斯·夏瑪                                | 約翰·司圖加                                                      |
| 1972年 | 《我親吻手》                       | 加斯帕爾·阿迪臣                            | 維托里奧·史瑞迪                                                  |
| 1973年 | 《龍爭虎鬥》                       | 羅柏                                       | 羅拔·高洛斯                                                      |
| 1973年 | 《誘拐》（電視電影）               | 保羅·馬克斯維爾                            | 薩頓·羅利                                                        |
| 1973年 | 《琳達》（電視電影）               | 傑夫·布拉登                                | 傑克·史麥特                                                      |
| 1974年 | 《絕命聖誕夜》                     | 肯尼斯·富勒中尉                            | 鮑伯·克拉克                                                      |
| 1974年 | 《行星地球》（電視電影）           | 狄倫·亨特                                  | 馬克·丹尼爾斯                                                    |
| 1974年 | 《能救愛倫》（電視電影）           | 詹姆斯·哈爾貝克                            | 哈維·哈特                                                        |
| 1975年 | 《交叉火力》（電視電影）           | 戴夫·安布羅斯                              | 威廉·海爾                                                        |
| 1975年 | 《奇怪的新世界》（電視電影）       | 安東尼·維科上尉                            | 羅伯特·巴特勒                                                    |
| 1976年 | 《瑞士陰謀》                       | 羅伯特·海耶斯                              | 傑克·阿諾德                                                      |
| 1976年 | 《奪命太陽下》                     | 內德·馬修中士                              | 亞柏托·迪·馬提諾                                                 |
| 1976年 | 《暴力那不勒斯》                   | 弗朗切斯科·卡普阿諾                        | 翁貝托·朗齊                                                      |
| 1976年 | 《馬克再次出擊》                   | 奧爾特曼探長                               | 史特爾維歐·馬西                                                  |
| 1976年 | 《特攻警察》                       | 吉恩·阿爾貝特利                            | 馬利諾·治路拉米                                                  |
| 1976年 | 《交叉射擊》                       | 雅各維拉專員                               | 史特爾維歐·馬西                                                  |
| 1976年 | 《奇襲恩培德》（電視電影）         | 本亚明·佩莱德將軍                          | 爾文·克許納                                                      |
| 1977年 | 《憤世嫉俗者、老鼠和拳頭》         | 法蘭克·迪·馬吉奧                           | 翁貝托·朗齊                                                      |
| 1977年 | 《月光縣快車》                     | J.B.約翰遜                                 | 葛斯·崔寇尼斯                                                    |
| 1977年 | 《三便士和優雅的女人》             |                                            | 喬凡尼·格里馬爾迪                                                |
| 1978年 | 《變異蜂王》                       | 約翰·諾曼                                  | 阿爾弗雷多·薩卡里亞斯                                            |
| 1978年 | 《莎莉瑪大冒險》                   | 哥倫布上校                                 | 克里希納·沙阿                                                    |
| 1978年 | 《移民》（電視電影）               | 艾倫·布洛克                                | 艾倫·J·列維                                                      |
| 1979年 | 《快公司》                         | 菲爾·亞當森                                | 大衛·柯能堡                                                      |
| 1979年 | 《手套》                           | 山姆·凱洛格                                | 羅斯·哈根                                                        |
| 1979年 | 《突圍者》                         | 亨特·席爾斯                                | 薛尼·波拉克                                                      |
| 1980年 | 《怪物》                           | 拉里·安德魯斯                              | 赫伯·弗里德                                                      |
| 1980年 | 《食人狂》                         | 諾曼·霍珀                                  | 安東尼·馬格赫特                                                  |
| 1980年 | 《世紀爭霸戰》                     | 薩多爾                                     | 吉米·T·穆拉卡米、羅傑·科曼                                       |
| 1980年 | 《殺氣沖天》                       | 穆尼奧斯船長                               | 保羅·格立克勒                                                    |
| 1981年 | 《血腥海灘》                       | 皮爾森船長                                 | 傑佛瑞·布魯姆                                                    |
| 1981年 | 《金門》（電視電影）               | 蒙蒂·薩格                                  | 保羅·溫德古                                                      |
| 1982年 | 《拆穿西洋鏡》                     | 霍馬·哈伯德                                | 李察·布魯克斯                                                    |
| 1982年 | 《熱帶雨林》                       | 塞爾吉奧·普契尼、公證人                    | 皮諾·托西尼                                                      |
| 1982年 | 《雙尾蠍謀殺案》                   | 阿瑟·巴納德                                | 塞爾吉奧·馬蒂諾                                                  |
| 1982年 | 《迷離大兇殺》                     | 彼得·布爾默                                | 達利歐·阿基多                                                    |
| 1982年 | 《慾望》                           | 喬·海爾                                    | 艾迪·羅米洛                                                      |
| 1982年 | 《公雞》（電視電影）               | 傑羅姆·布拉德曼                            | 拉斯·梅貝瑞                                                      |
| 1983年 | 《失落宇宙的囚徒》                 | 克萊爾                                     | 泰瑞·馬歇爾                                                      |
| 1983年 | 《竊盜戰》                         | 戴維斯                                     | 佛瑞德·威廉森                                                    |
| 1983年 | 《東方的野蠻人》（電視電影）       | 尼克·哥斯達                                | 文森·謝爾曼                                                      |
| 1984年 | 《半夜鬼上床》                     | 唐納德·湯普森中尉                          | 衛斯·克萊文                                                      |
| 1985年 | 《狂熱球場》                       | 體育編者                                   | 李察·布魯克斯                                                    |
| 1985年 | 《兄弟在法律》（電視電影）         | 皇家手杖                                   | E·W·斯瓦克馬                                                     |
| 1986年 | 《鐵臂金剛》                       | 法蘭西斯·特納                              | 塞爾吉奧·馬蒂諾                                                  |
| 1987年 | 《猛鬼逛街》                       | 唐納德·湯普森                              | 查克·拉塞爾                                                      |
| 1987年 | 《黎明之屋》                       | 託薩馬                                     | 不祥                                                             |
| 1987年 | 《死亡之屋》                       | 戈登·伯吉斯上校                            | 也是導演                                                         |
| 1988年 | 《噩夢海灘》                       | 施特賴徹                                   | 翁貝托·朗齊                                                      |
| 1989年 | 《我媽媽是狠人》                   | 哈里·索彭                                  | 麥克·費薩                                                        |
| 1989年 | 《犯罪行為》                       | 赫布·譚普琳                                | 馬克·拜爾斯                                                      |
| 1990年 | 《劫後餘生》                       | 奧利佛·奎因                                | 法蘭克·哈里斯                                                    |
| 1990年 | 《末代武士》                       | 哈魯恩·哈基姆                              | 保羅·梅爾斯伯格                                                  |
| 1990年 | 《最終聯盟》                       | 鬼魂                                       | 馬里奧·迪利奧                                                    |
| 1990年 | 《越界》                           | 傑克·卡根                                  | 不詳                                                             |
| 1990年 | 《血液打撈》                       | 克利福德·埃文斯                            | 塔克·約翰斯頓                                                    |
| 1991   | 《降臨》                           | 米勒斯特工                                 | 大衛·施莫勒                                                      |
| 1991   | 《付清》（電視電影）               | 拉斐爾·康西翁                              | 史都華·庫柏                                                      |
| 1991   | 《勒索》（電視電影）               | Gene                                       | 魯本·普魯斯                                                      |
| 1992年 | 《最大力》                         | 富勒船長                                   | 約瑟夫·梅爾希                                                    |
| 1992年 | 《地獄之主》                       | 瓊斯教授                                   | 道格拉斯·舒爾茲                                                  |
| 1992年 | 《成吉思汗》                       | 奇力都                                     | 肯·安納金                                                        |
| 1993年 | 《洋娃娃謀殺案》                   | 約翰·馬格利亞                              | 保羅·萊德                                                        |
| 1993年 | 《不逃不歸》                       | 詹姆斯·米謝爾                              | 查爾斯·T·康加尼斯                                                |
| 1994年 | 《霹靂炮》                         | 奧林·桑德森                                | 約翰·蘭迪斯                                                      |
| 1994年 | 《殺戮癡迷》                       | 薩克斯博士                                 | 保羅·萊德                                                        |
| 1994年 | 《猛鬼跳牆續集》                   | 薩克森/唐納德·湯普森                       | 衛斯·克萊文                                                      |
| 1994年 | 《熊的喬納森》                     | 佛瑞德·古德溫                              | 恩佐·G·卡斯特拉里                                                |
| 1994年 | 《陷害 II：掩蓋》                  | 查爾斯·西拉奇                              | 保羅·萊德                                                        |
| 1995年 | 《伊莉莎伯泰萊傾城艷》（電視電影） | 理查德·布魯克斯                            | 凱文·康納                                                        |
| 1996年 | 《惡夜追殺令》                     | FBI探員史丹利·蔡斯                         | 罗伯特·罗德里格兹                                                |
| 1997年 | 《內在的殺手》                     | 偵探劉易斯                                 | 保羅·萊德                                                        |
| 1997年 | 《蘭斯洛特：時間的守護者》         | 華爾文克·羅夫特                            | 魯比亞諾·克魯茲                                                  |
| 1998年 | 《派對破壞者》                     | 福斯特先生                                 | 菲爾·萊恩斯                                                      |
| 1998年 | 《約瑟夫的禮物》                   | 雅各布·凱勒                                | 菲利浦·莫拉                                                      |
| 1999年 | 《底部進料器》                     | 安東尼奧·迪保羅                            | 托馬斯·鮑曼                                                      |
| 2001年 | 《最終回報》                       | 警察局長喬治·莫雷諾                        | 阿爾特·卡馬喬                                                    |
| 2001年 | 《夜班》                           | 墨菲                                       | 謝爾頓·威爾遜                                                    |
| 2001年 | 《生活在恐懼中》（電視電影）       | 里奧·豪斯曼牧師                            | 馬丁·基特羅塞                                                    |
| 2002年 | 《失控時間》                       | 詹姆斯·達拉邦特                            | 洛蕾娜·大衛                                                      |
| 2003年 | 《回家的路》                       | 邁克爾·柯提斯                              | 德魯·約翰遜                                                      |
| 2006年 | 《渴望的心》                       | 理查德·湯姆                                | 史丹·哈靈頓                                                      |
| 2006年 | 《呼救無門》                       | 李奧                                       | 約翰·加埃塔、蒙特·赫爾曼、希恩·塞克斯顿·坎寧安、肯·羅素、喬·丹特 |
| 2008年 | 《上帝的耳朵》                     | 李·羅賓遜                                  | 麥克·沃斯                                                        |
| 2009年 | 《歐吉桑卡好》                     | 保羅                                       | 喬納森·法恩                                                      |
| 2009年 | 《仁慈的人》                       | 麥克默里神父                               | 里德爾·麥克道維爾                                                |
| 2009年 | 《戰狼》（電視電影）               | 托尼·福特                                  | 麥克·沃斯                                                        |
| 2010年 | 《成吉思汗：一生的故事》           | 奇力都                                     | 肯·安納金、安東尼奧·馬格赫特                                     |
| 2010年 | 《把蘭斯·亨里克森的頭給我帶來》    | 約翰                                       | 麥克·沃斯                                                        |
| 2014年 | 《羅傑》                           |                                            | 不詳                                                             |
| 2015年 | 《登特羅斯》                       | 喬治·登特羅斯                              | 大衛·索博洛夫                                                    |
| 2017年 | 《額外的》                         | 維克多·瓦連特                              | 麥克·沃斯                                                        |

注:
- 《羅傑（英语：Roger (film)）》和《登特羅斯（英语：The Dentros）》皆為短片

### 電視節目
| 年份          | 標題                          | 角色 | 戲份 |
| ------------- | ----------------------------- | --- | --- |
| 1955年        | 《軍醫》                      | 丹尼·奧爾特加 | —《與獅子同行》（1集） |
| 1961年        | 《通常用電氣劇院》            | 馬丁·格拉斯 | —《搖籃裡的卡特》（1集） |
| 1962年        | 《迪克·鮑威爾秀》             | 尼克·吉勒 | —《死亡的時間》（1集） |
| 1963年–1964年 | 《伯克的法規》                | 吉爾·林奇/巴德·查尼                                                                                                   | 2集—《誰殺害了Cable Roberts》（1963年）—《誰殺了豐盛的角？》 （1964年）                                                       |
| 1964年        | 《另一個世界》                | 愛德華·杰拉德 | 1985年8月30日至1986年2月26日                                                                                                  |
| 1964年–1966年 | 《鮑伯·霍伯介紹克萊斯勒劇院》 | 馬里奧·西爾維蒂/奧吉                                                                                                  | 2集—《邪惡的回聲》（1964年）—《獅子之後，豺狼》（1966年）                                                                     |
| 1965年–1975年 | 《荒野大鏢客》                | 格里斯蒂·卡爾霍恩/佩德羅·馬內斯/維吉爾·斯坦利/小卡爾·斯特羅姆 /澳洲野狗                                               | 5集—《無處可去的乾路》（1965年）—《復仇者聯盟》（1965年）—《耳語之樹》（1966年）—《掠奪者》（1967年）—《The Squaw》（1975年） |
| 1966年        | 《基爾代爾醫生》              | 理查德·羅斯 | 2集—《拿粉的藝術》—《讀書，然後看圖片》                                                                                       |
| 1967年        | 《时间隧道》                  | 馬可·波羅 | —《野蠻人的攻擊》（1集） |
| 1967年        | 《西馬龍大道》                | 尖叫者 | —《絞刑之旅》（1集） |
| 1967年        | 《游擊英雄》                  | 雅努斯 | —《要殺死20加侖》（1集） |
| 1967年-1969年 | 《富礦》                      | 喬科瓦酋長/布拉斯/史蒂文·發爾德                                                                                       | 3集—《黑色星期五》（1967）—《征服者》（1967）—《我的朋友，我的敵人》（1969）                                                  |
| 1967年-1970年 | 《無敵鐵探長》                | 埃裡克·薩吉諾/卡特 | 2集—《內部工作》（1967）—《贖金》（1970）                                                                                     |
| 1967年–1971年 | 《弗吉尼亞人》                | 特倫斯·馬爾卡希中士/班·奧克斯/戴爾·斯特勒                                                                             | 3集—《莫多克小子》（1967）—《盲目願景》（1968）—《團線》（1971）                                                              |
| 1968年        | 《它抓住一個賊》              | Dead Man | —《小偷就是小偷》（1集） |
| 1968年        | 《遊戲名稱》                  | 彼得·馬克斯 | —《收藏家版》（1集） |
| 1969年        | 《大膽的人：新醫生》          | 診所外科主任泰德·斯圖爾特博士                                                                                         | 3集—《拯救生命》—《一雙眼睛的價格是多少？》—《身體的叛亂》                                                                    |
| 1972年        | 《第六感》                    | 多克特烏·哈里·奧登博士                                                                                                | —《女士，女士，奪走我的生命》（1集）                                                                                          |
| 1972年        | 《夜間畫廊》                  | Ianto | —《我永遠不會離開你——永遠/不再有麥班納》（1集）                                                                               |
| 1972年        | 《功夫》                      | 烏鴉 | —《山之王》（1集） |
| 1972年        | 《巴尼翁》                    | 約翰尼·克萊 | 3集—《拯救生命》—《一雙眼睛的價格是多少？》—《身體的叛亂》                                                                    |
| 1972年        | 《諾曼·科溫的禮物》           | | —《它看起來越好，情況就越糟》（1集）                                                                                          |
| 1973年        | 《舊金山風物記》              | 文森·哈戈皮安 | —《老鷹的集合》（1集） |
| 1973年        | 《菜鳥老警》                  | 法利 | —《大鍋》（1集） |
| 1973年        | 《警察故事》                  | 里克·卡爾維利 | —《信用死亡》（1集） |
| 1974年        | 《巴納切克》                  | 哈里·哈蘭德 | —《消失的聖盃》（1集） |
| 1974年        | 《一代電視女強人》            | 邁克·泰德斯科 | —《Menage-a-Phyllis》（1集）                                                                                                  |
| 1974年-1976年 | 《六百萬美元先生》            | 內德利克/弗雷德裡克·斯隆少校                                                                                          | 2集—《機器人日》（1974年）—《大腳怪的迴歸：第1部分》（1976年）                                                                |
| 1975年        | 《警察故事》                  | 里克·卡爾維利 | —《信用死亡》（1集） |
| 1976年        | 《洛克福德檔案》              | 戴夫·德魯 | —《該隱的馬可》（1集） |
| 1976年        | 《玄機妙算》                  | 內德利克 | —《大腳怪的迴歸：第2部分》（1集）                                                                                             |
| 1976年        | 《警網雙雄》                  | 雷內·納達西 | —《吸血鬼》（1集） |
| 1976年        | 《神力女超人》                | 霍斯特·拉德爾上尉 | 2集 |
| 1976年        | 《曾經是一隻鷹》              | 湯森德上尉 | 迷你劇（4集） |
| 1977年        | 《通緝犯》                    | 蘭德爾·梅森 | —《內幕》（1集） |
| 1977年        | 《奇幻旅程》                  | 塔蘭特領事 | —《征服的夢想》（1集） |
| 1977年        | 《西側醫療》                  | 鮑勃·法羅 | —《密集護理》（1集） |
| 1977年        | 《昆西M.E.》                  | 出版商查爾斯·德斯卡薩                                                                                                 | —《你的名字》（1集） |
| 1977年        | 《79公園大道》                | 哈里·維託 | 迷你劇（3集） |
| 1978年        | 《聖經中最偉大的英雄》        | 亞多尼雅 | —《所羅門的審判》 |
| 1978年-1984年 | 《夢幻島》                    | 邁克爾·安德森/西拉諾·德·貝爾熱拉克/貝朗特·薩巴蒂爾先生/埃文·沃特金斯/哈羅德·德·哈文教授/科林·麥克阿瑟/羅傑·蘇力萬博士 | 6集 |
| 1979年        | 《檀島警騎》                  | 哈里·克萊夫 | —《樹皮和咬合》（1集） |
| 1980年        | 《維加斯》                    | 邁克爾·詹寧斯 | —《阿羅哈，你死了》（1集） |
| 1982年-1984年 | 《朝代》                      | 拉希德·艾哈邁德 | 經常性角色（6集） |
| 1982年-1988年 | 《鷹冠莊園》                  | 托尼·卡姆森 | 經常性角色（32集） |
| 1983年        | 《哈卡斯特和麥考密克》        | 馬丁·科迪 | —《滾動雷聲》（1集） |
| 1983年        | 《俠骨柔情》                  | 德克·弗雷德裡克斯 | 2集—《第一次》—《被鐘聲拯救》                                                                                                 |
| 1983年-1985年 | 《天龍特攻隊》                | 卡勒姆/馬丁·詹姆斯 | 2集—《詹姆斯敦的孩子們》（1983年）—《移動目標》（1985年）                                                                     |
| 1984年        | 《夏威夷之虎》                | 埃德·拉斯勒 | —《再見佐羅羅》（1集） |
| 1984年        | 《化裝舞會》                  | 喬伊·薩瓦內 | —《法國更正》（1集） |
| 1984年        | 《失落的愛》                  | 指揮官扎克·多納休 | —《善意的謊言》（1集） |
| 1984年        | 《美國劇場》                  | 埃普斯 | —《所羅門·諾薩普的奧德賽》（1集）                                                                                             |
| 1984年-1994年 | 《女作家與謀殺案》            | 貝爾納多·博內利/馬爾科·甘比尼/傑瑞·萊德克                                                                             | 3集—《兇殺萬歲》（1984年）—《謀殺的好年頭》（1988年）—《布丁的證明》（1994年）                                                |
| 1985年        | 《我的左派老師》              | | —《外交豁免權》（1集） |
| 1985年        | 《閃光》                      | 作者 | —《母族長》（1集） |
| 1987年        | 《希區考克劇場》              | 加思十二月 | —《房子的特色》（1集） |
| 1987年        | 《酒店》                      | 傑克·柯提斯 | —《墮天使》（1集） |
| 1989年        | 《雷布拉德伯里劇院》          | 斯通 | —《達德利·斯通奇妙之死》（1集）                                                                                               |
| 1991年        | 《怪獸》                      | 班傑明·奧康奈爾 | —《等候室》（1集） |
| 1991年        | 《辯護律師》                  | 約翰·富蘭克林 | —《父母》（1集） |
| 1991年        | 《惡夜追殺令》                | 道爾頓·賽克斯 | —《騙子的撲克牌》（1集） |
| 1992年        | 《幸運的路克》                | 黑衣人 | —《魔法印第安納》（1集） |
| 1994年–1995年 | 《飛越情海》                  | 亨利韋·克斯曼 | 重複角色（4集） |
| 1996年        | 《功夫：傳奇再起》            | 斯特拉克 | —《逃脫》（1集） |
| 1997年        | 《加州》                      | 唐·拉斐爾·格瓦拉 | —《第 1.1集》 |
| 2005年        | 《CSI犯罪現場》               | 沃爾特·戈登 | — 《嚴重危險：第 1 部分》（1集）                                                                                              |
| 2006年        | 《恐怖大師》                  | 傑布·帕·詹姆森 | —《毛皮》（1集） |

## 獎項和提名

### 金球獎
| 年份   | 頒獎典禮                   | 獎項           | 作品         | 結果 |
| ------ | -------------------------- | -------------- | ------------ | ---- |
| 1958年 | 第15屆金球獎最佳男新人     | 年度最佳男新人 | 《少女嬉春》 | 獲獎 |
| 1967年 | 第24屆金球獎最佳電影男配角 | 年度最佳男配角 | 《末日飛行》 | 提名 |

### 西部遺產獎
| 年份   | 頒獎典禮   | 獎項       | 作品         | 結果 |
| ------ | ---------- | ---------- | ------------ | ---- |
| 1967年 | 西部遺產獎 | 青銅牧馬人 | 《末日飛行》 | 獲獎 |

### 電影動作國際電影節
| 年份   | 頒獎典禮   | 獎項                 | 作品         | 結果 |
| ------ | ---------- | -------------------- | ------------ | ---- |
| 2006年 | 西部遺產獎 | 終身成就獎最佳男配角 | 《渴望的心》 | 獲獎 |

### FIEF國際電影節
| 年份   | 頒獎典禮       | 獎項                 | 作品         | 結果 |
| ------ | -------------- | -------------------- | ------------ | ---- |
| 2006年 | FIEF國際電影節 | 評委選擇獎最佳男配角 | 《渴望的心》 | 提名 |

### Method Fest獨立電影節
| 年份   | 頒獎典禮                   | 獎項       | 作品           | 結果 |
| ------ | -------------------------- | ---------- | -------------- | ---- |
| 2006年 | 第9屆Method Fest獨立電影節 | 最佳男配角 | 《上帝的耳朵》 | 提名 |

### 比佛利山短褲節
| 年份   | 頒獎典禮       | 獎項           | 作品           | 結果 |
| ------ | -------------- | -------------- | -------------- | ---- |
| 2009年 | 比佛利山短褲節 | 年度最佳男主角 | 《歐吉桑卡好》 | 獲獎 |

### 新媒體電影節
| 年份   | 頒獎典禮     | 獎項     | 作品           | 結果 |
| ------ | ------------ | -------- | -------------- | ---- |
| 2010年 | 新媒體電影節 | 最佳長片 | 《上帝的耳朵》 | 獲獎 |
| 2010年 | 新媒體電影節 | 盛典大獎 | 《上帝的耳朵》 | 獲獎 |

## 外部連結
- 約翰·薩克森在互联网电影资料库（IMDb）上的資料（英文）